# Колін Маттель
Колін Маттель (фр. Coline Mattel, 3 листопада 1995) — французька стрибунка з трампліна, олімпійська медалістка. 
Бронзову олімпійську медаль Колін виборола на іграх у Сочі, першій Олімпіаді, до програми якої входили змагання зі стрибків з трампліна серед жінок.

## Зовнішні посилання
- Досьє на sport.references.com [Архівовано 25 грудня 2014 у Wayback Machine.]